# Бейліс-Прері (Техас)
Бейліс-Прері (англ. Bailey's Prairie) — селище (англ. village) в США, в окрузі Бразорія штату Техас. Населення — 775 осіб (2020).

## Географія
Бейліс-Прері розташований за координатами 29°8′50″ пн. ш. 95°29′58″ зх. д. / 29.14722° пн. ш. 95.49944° зх. д. (29.147195, -95.499499).  За даними Бюро перепису населення США в 2010 році селище мало площу 19,89 км², з яких 19,32 км² — суходіл та 0,58 км² — водойми. В 2017 році площа становила 18,65 км², з яких 18,10 км² — суходіл та 0,56 км² — водойми.

## Демографія
Згідно з переписом 2010 року, у селищі мешкало 727 осіб у 272 домогосподарствах у складі 219 родин. Густота населення становила 37 осіб/км².  Було 291 помешкання (15/км²).
Расовий склад населення:
| - 81,4 % — білих - 12,1 % — чорних або афроамериканців - 0,6 % — корінних американців - 0,3 % — азіатів - 4,4 % — осіб інших рас |

До двох чи більше рас належало 1,2 %. Частка іспаномовних становила 14,3 % від усіх жителів.
За віковим діапазоном населення розподілялося таким чином: 23,5 % — особи молодші 18 років, 62,1 % — особи у віці 18—64 років, 14,4 % — особи у віці 65 років та старші. Медіана віку мешканця становила 45,7 року. На 100 осіб жіночої статі у селищі припадало 101,9 чоловіків;  на 100 жінок у віці від 18 років та старших — 103,7 чоловіків також старших 18 років.
Середній дохід на одне домашнє господарство  становив 111 463 долари США (медіана — 102 917), а середній дохід на одну сім'ю — 113 006 доларів (медіана — 102 500). Медіана доходів становила 75 703 долари для чоловіків та 51 875 доларів для жінок. За межею бідності перебувало 9,1 % осіб, у тому числі 9,0 % дітей у віці до 18 років та 2,1 % осіб у віці 65 років та старших.
Цивільне працевлаштоване населення становило 344 особи. Основні галузі зайнятості: освіта, охорона здоров'я та соціальна допомога — 19,5 %, виробництво — 18,0 %, науковці, спеціалісти, менеджери — 17,2 %.